# Tejsav
A tejsav (más néven 2-hidroxipropánsav, laktát vagy E270, INN: Lactic acid) egy szerves sav, mely számos biokémiai folyamatban játszik szerepet. Legelőször egy svéd tudós, Carl Wilhelm Scheele izolálta 1780-ban. A molekula egy karboxilcsoportból és egy hidroxilcsoportból áll, így ún. alfa-hidroxisavat (alpha hydroxy acid - AHA) alkotva. Oldatban lead egy protont a karboxilcsoportból, az így keletkező iont laktátnak nevezzük. CH3CH(OH)COO−. Higroszkópos, vízzel vagy etanollal könnyen elegyet képez.
Királis molekula, két izomerje van. Egyiket l-(+)-tejsavnak vagy (S)-tejsavnak, míg ennek tükörképét 
d-(−)-tejsavnak vagy (R)-tejsavnak nevezik. Biológiai jelentősége az l-(+)-tejsavnak van.
Állatokban a piroszőlősavból folyamatosan l-tejsav termelődik a laktát-dehidrogenáz nevű enzim (LDH) hatására biológiai erjedés, metabolizmus (lebontás) vagy munkavégzés során. Koncentrációja viszonylag állandó, mert képződésével azonos ütemben kerül lebontásra monokarboxilát-transzporterek és a szövetek oxidatív képessége miatt. Nyugalmi helyzetben a vérben található tejsav koncentrációja 1-2 mmol/L, de intenzív erőfeszítés következtében akár a 20 mmol/L-t is elérheti.
Biológiai erjedés útján tejsavat állít elő többek között a Lactobacillus nevű baktérium, mely a szájban is megtalálható. A tejsav túlzott mennyisége az egyik oka a fogszuvasodásnak.
Gyógyszerészetben a tejsav a laktátos Ringer-oldatnak egyik összetevője (mely tartalmaz nátrium és kálium kationokat, klorid és laktát anionokat, valamint az emberi vérhez képest izotóniás), melyet intravénásan, folyadékpótlásra szoktak alkalmazni vérveszteségen, traumán, műtéten átesett, vagy égési sérülést szenvedett betegek esetében.

## A testmozgás és a tejsav
Intenzív erőfeszítés, mint például futás hatására, amikor hirtelen megnő a szervezet energiafelhasználása, a tejsav gyorsabban termelődik a szövetekben, mint ahogy lebomlik, ezáltal nő a tejsav koncentrációja. Ez egy hasznos folyamat, mert így a NAD+ koncentrációja nem csökken, vagyis az energiabefektetés fenntartható. A megnövekedett tejsavmennyiség többféle úton csökkenthető. Például a jó oxigénellátással rendelkező izomrostokban oxigén hatására piroszőlősavvá alakul, mely ezt követően a citromsavciklusban hasznosul, vagy egy másik úton a Cori-ciklus útján a májban glükózzá alakul.
A közvélekedéssel ellentétben ez nem okozza sem a szervezet savasságának növekedését, sem az izomlázat.

## Felhasználási területei
- biológiailag lebontható, környezetbarát műanyag készíthető belőle
- élelmiszerekben elsősorban a savanyú káposztában, tejtermékekben, joghurtokban, kefirekben, sajtokban természetesen előfordulhat
- egyéb élelmiszerekben antioxidánsként, savanyúságot szabályozó anyagként, vagy tartósítószerként alkalmazzák E270 néven. Mivel a csecsemők még nem képesek a balra forgató tejsavat jobbra forgatóvá alakítani, a csecsemőtápszerekben csak az L(+) tejsav használható
- jelentős, fejlesztés alatt álló alkalmazási területe a textilipar, amely ruházati cikkek, egészségügyi és háztartási, műszaki textíliák gyártására használja.[4][5]

## Laktát, laktóz
A laktátok a tejsav sói. A laktóz, a tejben található dimer cukor (glükóz és galaktóz alegységekkel). A tejsavbaktériumok tejsavvá és szén-dioxiddá alakítják, ezért a fermentált tejtermékek egy részét laktóz-intoleranciában (tejcukor-érzékenységben) szenvedő emberek is fogyaszthatják.

## Tejmentes diétában
A tejsav elnevezése félrevezető lehet, kémiailag nincs köze a tejhez. Az élelmiszeripar azonban felhasználhat tejterméket az előállításához. A csomagoláson ezt kötelező feltüntetni: ha a tejsav vastag betűvel szedett, akkor kerülendő a termék a tejfehérje-allergiások számára; azonban ha nem, akkor növényi eredetű és fogyasztható.